# Wolfe Morris
Pour les articles homonymes, voir Morris.
Wolfe Morris, né le 5 janvier 1925 à Portsmouth et mort le 21 juillet 1996 à Londres, est un acteur britannique.
Il a joué dans plus de 90 films et émissions de télévision, ainsi qu'au théâtre, en tant que membre de la Royal Shakespeare Company. Il a également interprété la voix de Gollum dans adaptation radiophonique de Bilbo le Hobbit en 1968.

## Filmographie partielle
- 1957 : Le Redoutable Homme des neiges (The Abominable Snowman) de Val Guest
- 1959 : Section d'assaut sur le Sittang (Yesterday's Enemy) de Val Guest
- 1964 : Le Saint : Sophia (saison 2 épisode 24) : Gorgo
- 1966 : Le Saint : Le Fugitif (saison 5 épisode 12) : Dr. Lopez
- 1970 : One Day in the Life of Ivan Denisovich de Casper Wrede
- 1975 : Le Frère le plus futé de Sherlock Holmes (The Adventures of Sherlock Holmes' Smarter Brother) de Gene Wilder
- 1978 : Le Club des cinq (série télévisée, 1978) "Les cinq et le trésor des naufrageurs" : Ebenezer Loomer